# Paraeuchaeta similis
Paraeuchaeta similis is een eenoogkreeftjessoort uit de familie van de Euchaetidae. De wetenschappelijke naam van de soort is voor het eerst geldig gepubliceerd in 1908 door Wolfenden.